# Úthenger

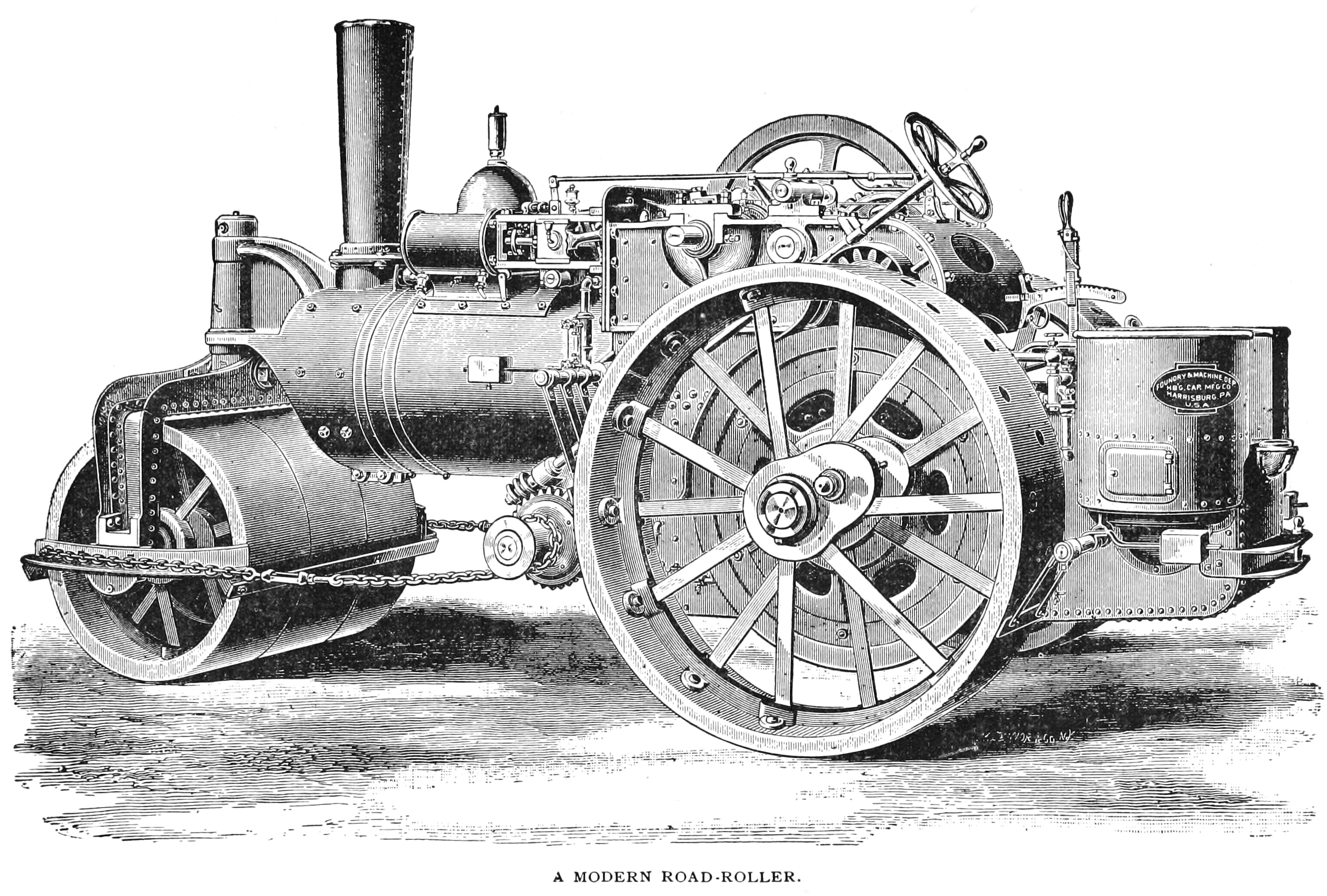
Gőzhajtású úthenger rajza 1893-ból

Az úthenger talajtömörítésre való földmunkagép. Jellemzően útépítéseken dolgoznak, de talajművelésnél is használják őket. Az úthengereknek többféle változata létezik, úgymint statikus henger, vibrációs henger, gumihenger, kombinált henger és juhlábhenger. Leggyakrabban önjáró munkagépek, de vontatott változatuk is előfordul.

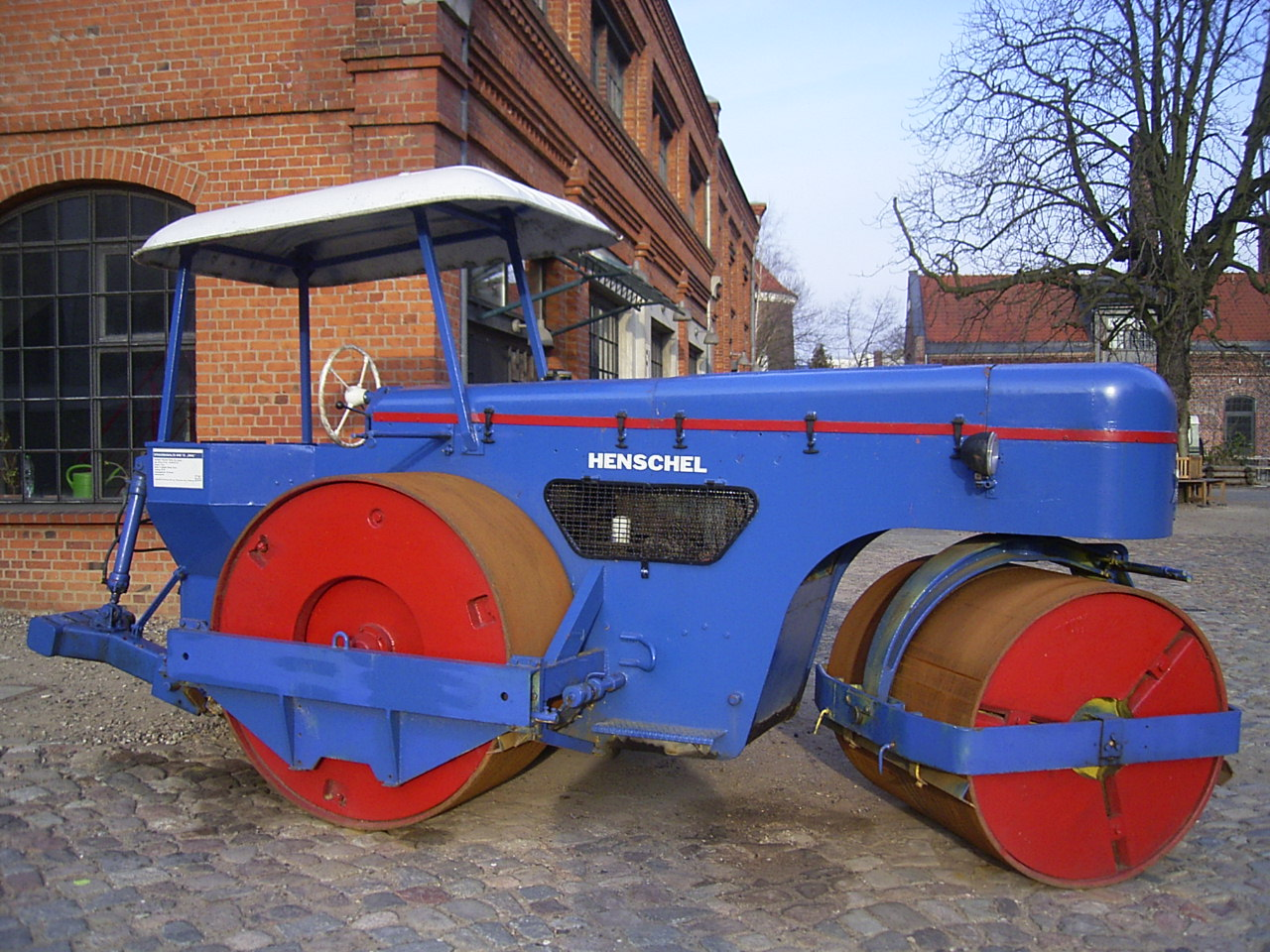
Statikus úthenger

Az úthenger egyike a legelső klasszikus földmunkagépeknek, gőzhajtással már a 19. század vége felé megjelent, de korábban is használtak lóvontatású hengert makadámutak tömörítéséhez. Érdekes, kissé bumfordi alakja sokak szimpátiáját elnyerte, és a kultúrára is hatást gyakorolt.

## Felépítése és működése
Az úthengerek felépítése nagyban függ attól, hogy milyen típusú úthengerről beszélünk. A különböző típusú úthengereknek más-más rendeltetése van, így azok határozzák meg a felépítését és a működését is. Ezért a különböző úthengerekkel külön kell foglalkozni:

### Statikus henger

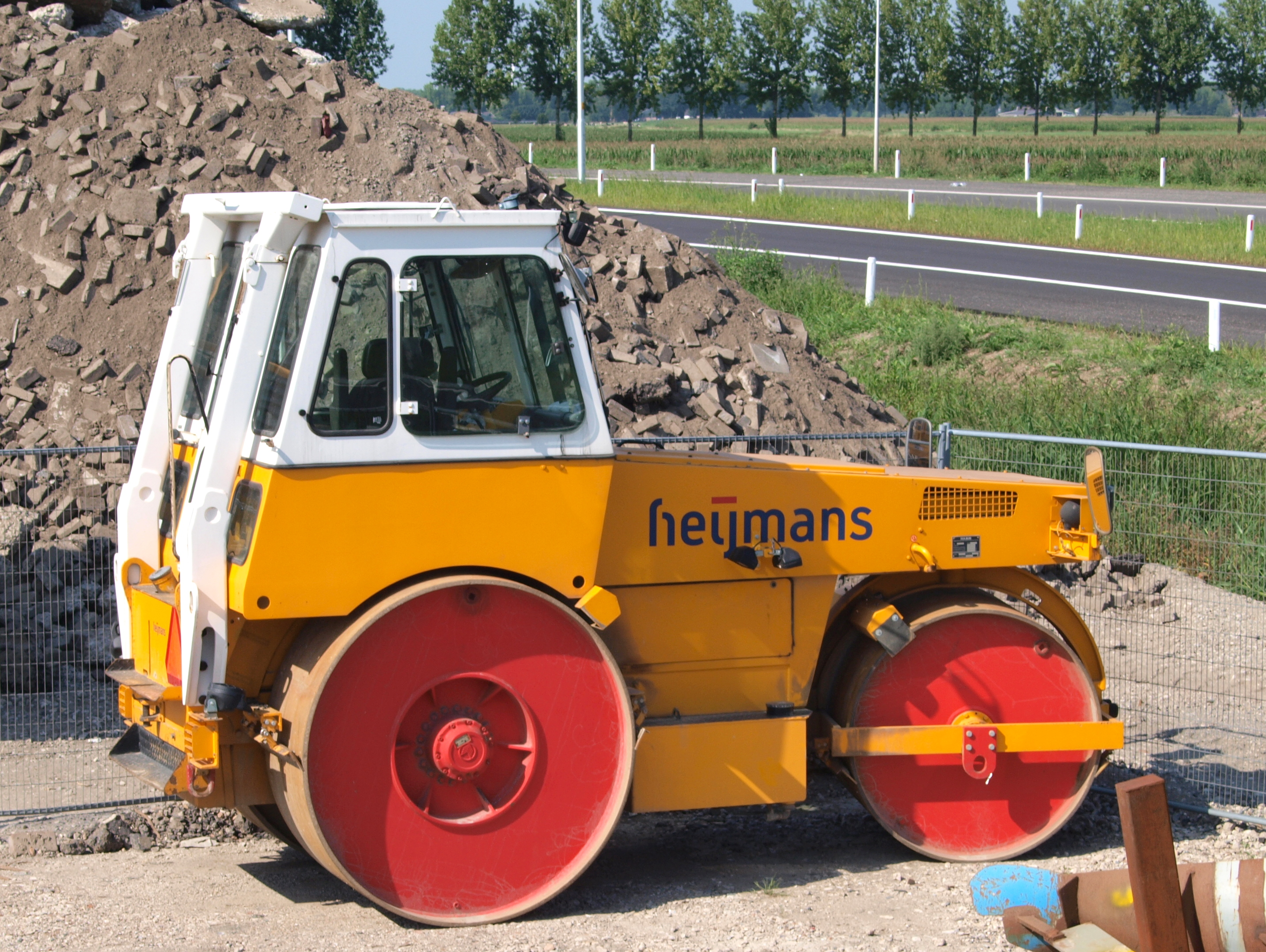
Modern statikus úthenger

A statikus henger a "klasszikus", sima hengerű úthenger, ami a saját tömegével tömörít. Az ilyen úthengerek vázszerkezetéhez tengelyekkel kapcsolódnak a sima felületű, belül üreges tömörítőhengerek, amiket vízzel vagy homokkal tovább lehet nehezíteni, ilyenformán szabályozni a tömeget. Általában három hengere van, egy szélesebb, zömökebb henger, mely rendszerint elöl, rögzítőkeretbe van fogva, valamint két egyforma, nagyobb átmérőjű és keskenyebb henger, amik hátul, tengelyre szerelve, a gép két oldalán található. A motor ezeket a hengereket hajtja meg, míg a kormányzás az első henger rögzítőkeretének forgatásával történik, annak felső, függőleges rögzítési pontjánál. Az úthenger vázszerkezetén van a motor és a kezelőhely, ami régebbi típusokon nyitott, újabbakon zárt fülke. A statikus henger talajok és aszfalt tömörítésére is alkalmas. Ezen úthengerek előnyei az egyenletes tömörítés, a többféle talajhoz való alkalmasság, az egyszerű és olcsó fenntarthatóság és kezelés, valamint a hosszú élettartam. Hátrányai a kicsi teljesítmény és tömörítési vastagság, a nagy fajlagos tömeg és a nehézkes szállítás. A statikus henger a korszerűbb technológiájú úthengerek mellett mára elavult és szinte teljesen háttérbe szorult, de az úthengereket gyártó cégek kínálatában egy-két típussal, korszerű kivitelben ma is jelen van.

### Vibrációs henger

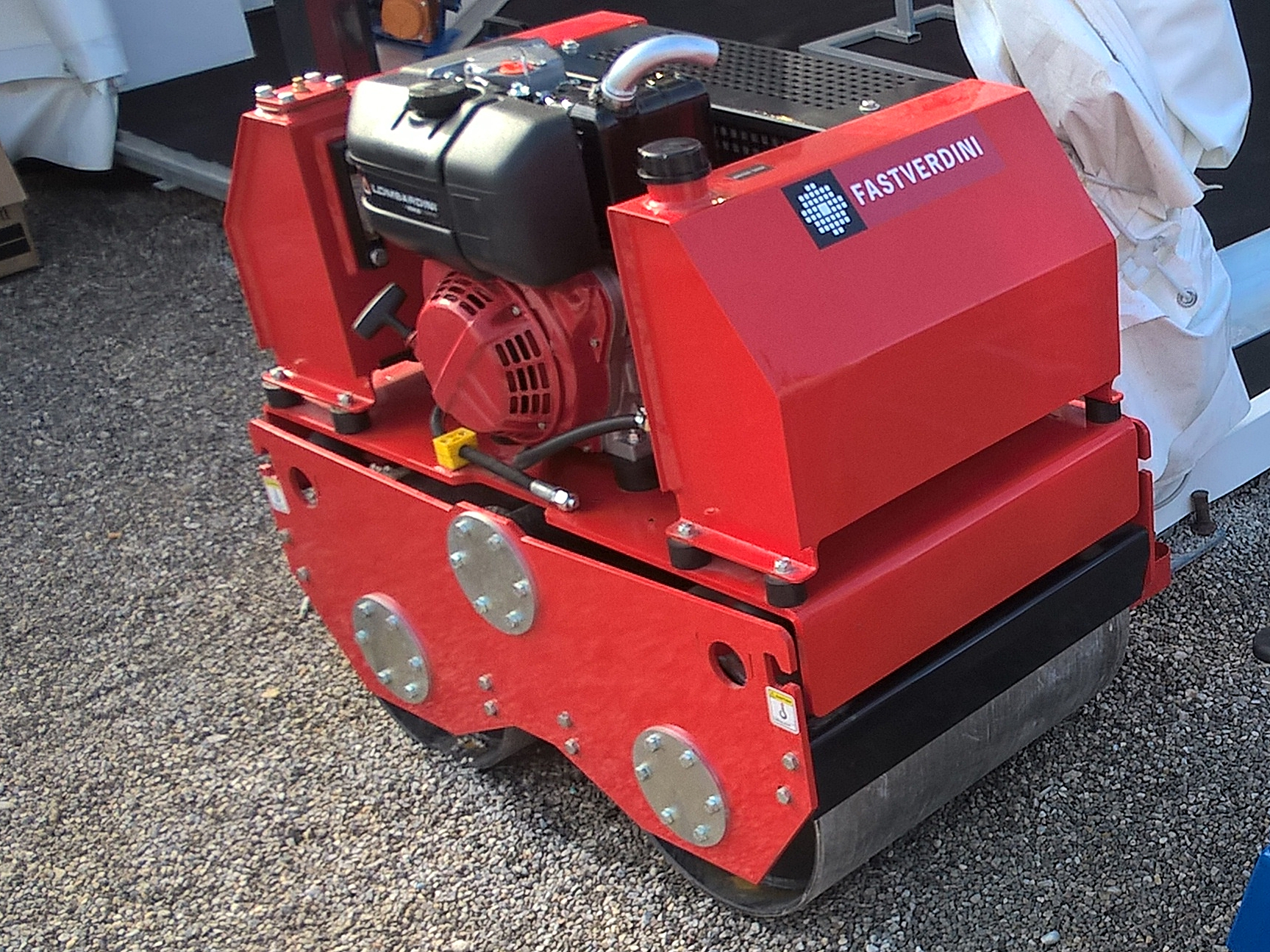
Gyalogkíséretű dupla hengeres vibrációs padkahenger

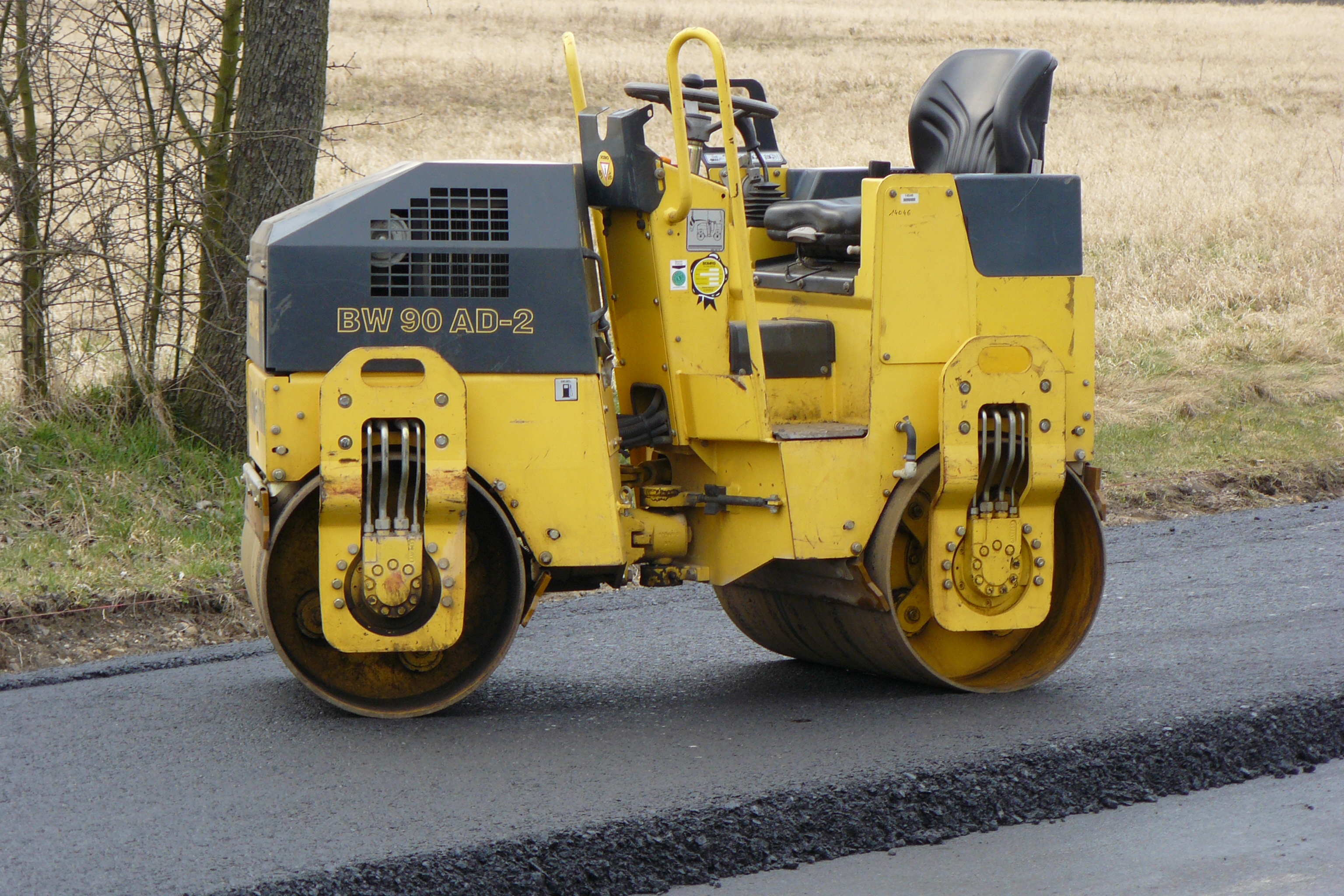
Kisméretű vibrohenger

A jelenleg használatos, elterjedt sima hengerű úthengertípus, amit leginkább az különböztet meg a statikus úthengertől, hogy vibrációs berendezéssel, rezgéskeltővel van felszerelve. Ez rezgést generál a tömörítendő talajban, ezáltal annak szemcséi szétcsúszva egymáson hatékonyabban tömörödnek. A vibrációs henger egyúttal statikus úthengerként is használható a rezgéskeltő kikapcsolásával. A rezgéskeltő a henger belsejében van, ez a motortól áttétellel vagy – inkább kisebb, kézi irányítású hengernél – ékszíjjal kapja a meghajtást. A rezgéskeltő rezgésszáma körülbelül 600-tól 6000-ig terjed percenként, ami szabályozható, igazodva az adott talaj talajszemcséinek optimális tömörítéséhez. A rezgéskeltő gépre gyakorolt rázóhatását rugókkal és gumipárnákkal csillapítják. A vibrációs henger aszfalt, útalapok és töltések tömörítéséhez ideális, ezért az aszfaltterítőgépek "elmaradhatatlan" társa.

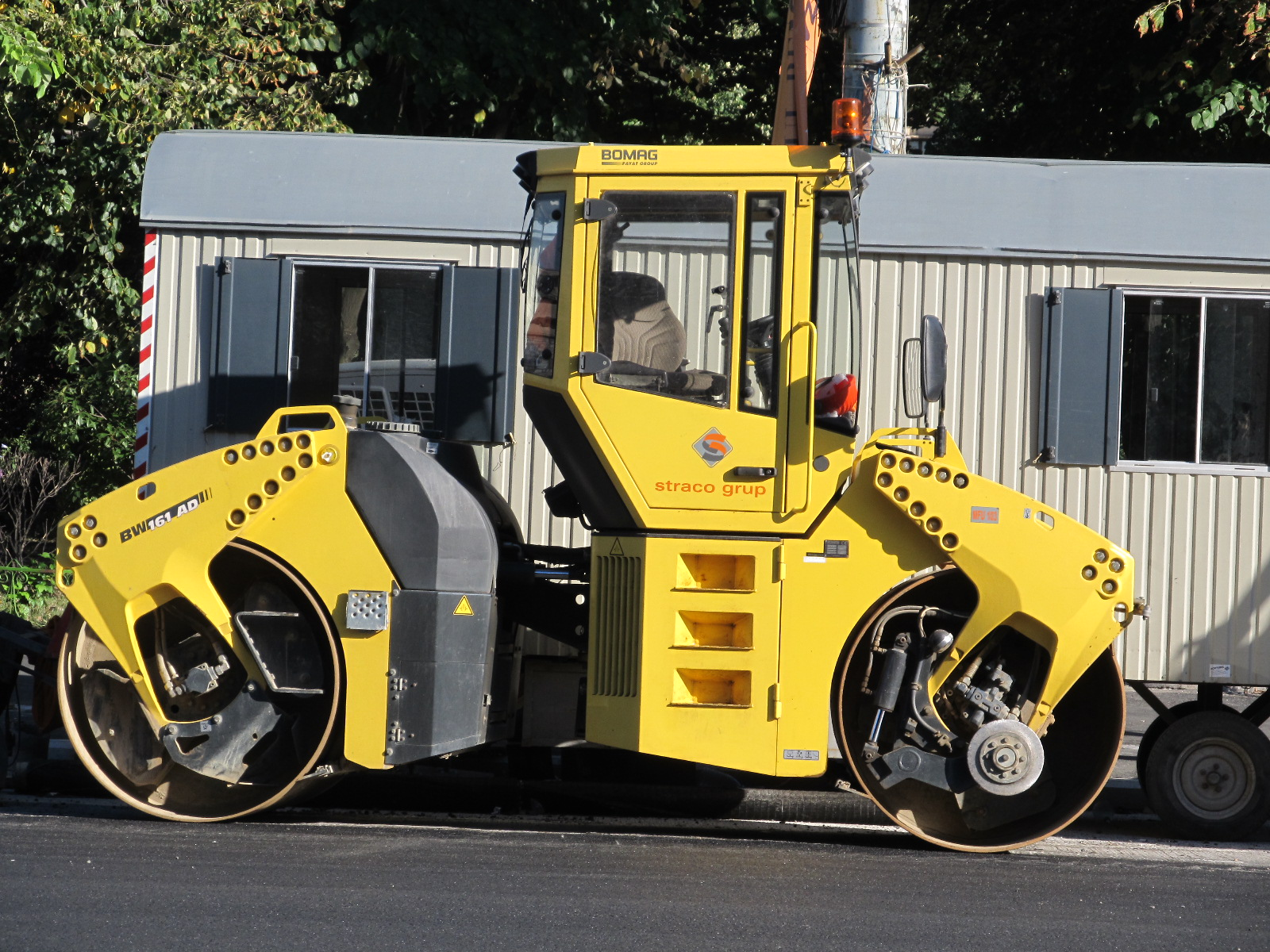
Ízelt vibrohenger

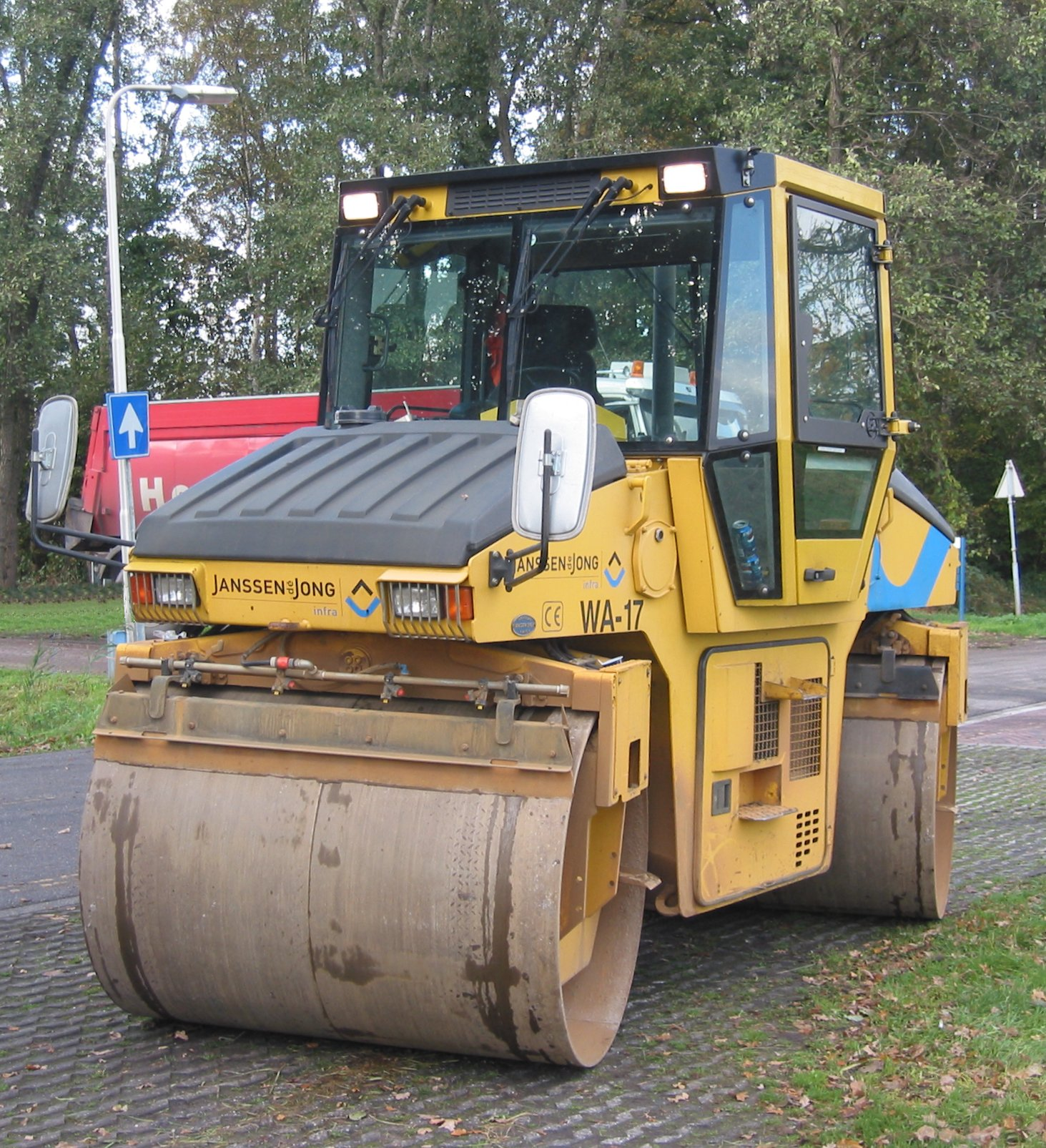
Vibrohenger merev géptesttel

A vibrációs hengerek különböző méretekben készülnek. Van egész kicsi, kézi vezérlésű változat is, amit vezetőrúddal irányítanak, ez egy vagy két hengerrel készül, ezeket hívják gyalogkíséretű vibrációs hengereknek is, melyeket főleg padkák tömörítésére használnak. Az önjáró, dízelmotoros gépek két azonos átmérőjű és szélességű hengerrel készülnek, amik tartókeretekkel rögzülnek a géptesthez. Emiatt ezeket tandem hengereknek is hívják. A kisebb méretűek leginkább ízelt változatúak, azaz két, csuklóval kapcsolódó részből állnak, amelyeknél elöl az első henger és a motortér, hátul a hátsó henger és a kezelőhely található, de akadnak fordított elrendezésűek is, mikor elöl van a kezelőhely és hátul a motortér. A nagyobbak alapvetően két változatban készülnek: merev és ízelt kivitelben. A merev úthenger gépteste egy darabból áll, a kezelőhely vagy kezelőfülke középen, a motortér felett helyezkedik el. Ezek a gépek a hengereiket tartó keretek forgatásával kormányozhatóak. Az ízelt változat a csukló fordulásával irányítható, de bizonyos típusoknak a hátsó hengere is kormányozódik. Itt a motortér lehet a kezelőhelyet illetve a fülkét hordozó részen, vagy a másikon is. Az ízelt úthenger kicsit hosszabb is a merev változatnál a csuklószerkezet miatt. Az önjáró vibrációs henger jellemző alkatrésze még a két víztartály, amiket a hengerek felett alakítanak ki, az ezekben összegyűjtött vízzel menet közben nedvesíthető a hengerek felülete, hogy megakadályozzák az anyagok, például az aszfalt hengerre tapadását.

### Gumihenger

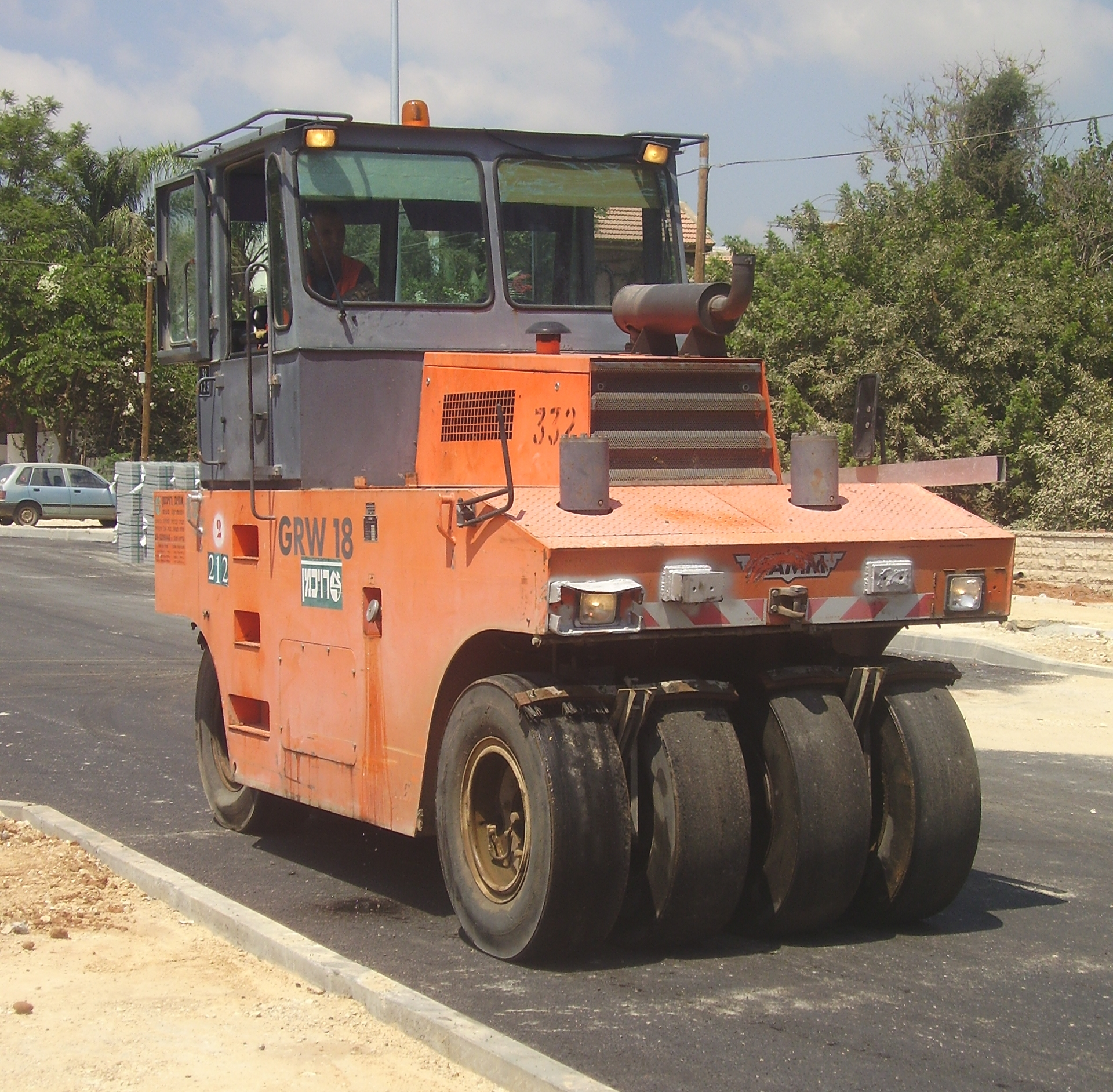
Gumihenger

A gumihenger tulajdonképpen széles, vastag gumiabroncsokkal tömörít, ezért gumikerekes tömörítőnek is hívják. Ez ugyancsak statikus tömörítő, aminek szintén ballaszttal növelhető a talajra gyakorolt nyomása: a géptest üreges, mely víztartályt fogad magába, az ebbe töltött vízzel lehet növelni a gép tömegét. A gumihengerek két keréksorral rendelkeznek a géptest két végénél, azon pedig a motor és a kezelőhely vagy kezelőfülke található. A gumihenger vázszerkezete jellemzően merev, robusztus, de néha ízelt változat is előfordul, a kezelőhelyhez lépcsőn vagy létrán lehet felmenni. A gumiabroncsok aszimmetrikusan vannak elrendezve, hátul eggyel több van, mint elöl, úgymint 3+4, 4+5 vagy 5+6, a gép méretétől függően, de lehet azonos is a számuk, ha mindkét keréksor el van tolva az ellenkező irányba. Ennek célja az egyik keréksor hézagainak a másik általi kitöltése. Tömörítésnél a gép tömege a kerekeken arányosan elosztható, vagy ha olyan a géptípus mindegyik kereke egyénileg is terhelhető. A gumiabroncsok levegőnyomása lényeges a talaj típusa szempontjából, ezt újabb gépeken akár menet közben is be lehet állítani. A gumihenger iszap, homok, kavics és üledékes lösz tömörítésére ideális, de aszfalt tömörítésére is alkalmas. Bizonyos esetekben sima felületű abroncsok helyett rücskös terepgumival is működhetnek.

### Kombinált henger

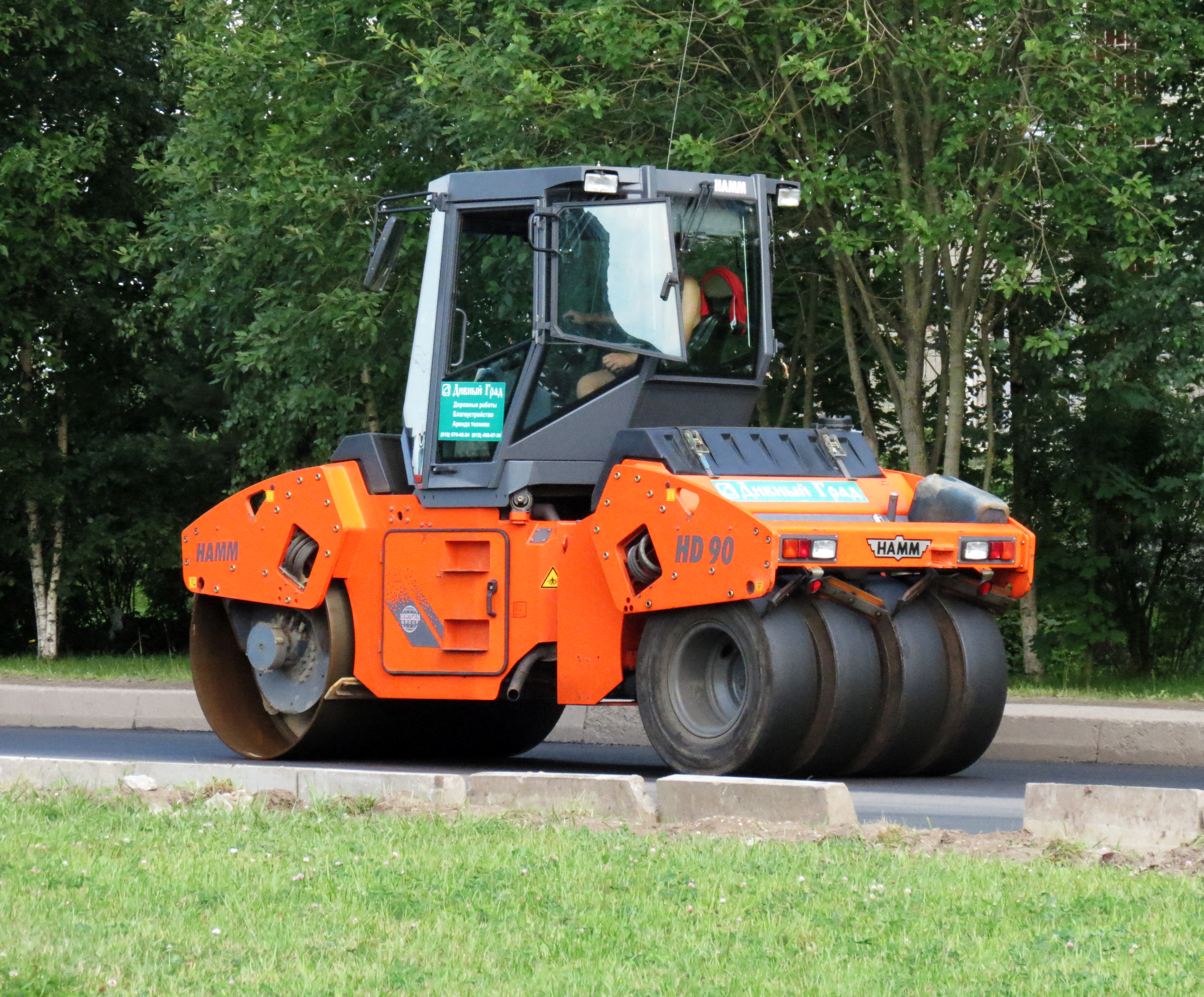
Kombinált henger

A kombinált henger nem más, mint egy olyan kicsi vagy nagy, ízelt vagy merev úthenger, aminek egyik végén sima vibrációs henger, a másikon pedig gumihenger található. Ilyen formán két fajta hengertípus kombinációja. Ez alapján kombinált felhasználás során van szükség ilyen úthengerre.

### Juhlábhenger

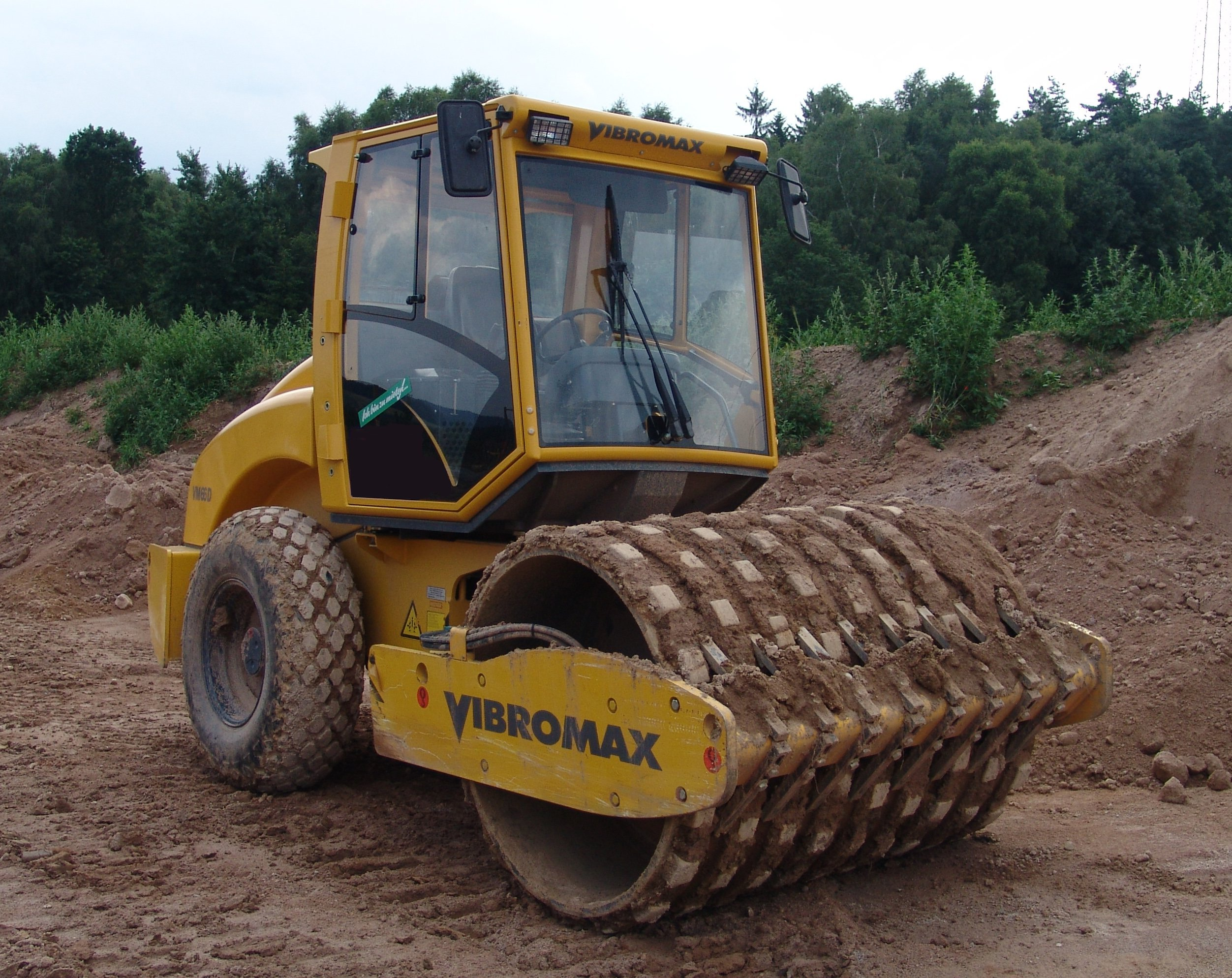
Juhlábhenger

Bütykös hengernek is hívják. Nevét onnan kapta, hogy eredetileg juhlábra emlékeztető tüskékkel rendelkező henger volt, manapság viszont inkább téglatest vagy kör alakú dudorokkal készül. Lehet statikus és vibrációs is. A juhlábhenger leginkább agyagtalaj és töltések tömörítésére való. A dudorok a henger tömegét kis területre koncentrálják, így könnyebben tudnak tömöríteni, mintegy átgyúrják a talajt. A dudorok kicsi összfelülete miatt igen nagy nyomás éri a talajt, ami az agyagszemcsék nagyobb összetömörítését eredményezi. Mivel a juhlábhenger csak néhány ponton tömörít, legalább egy tucatszor végig kell hengerelni az adott felületet. A statikus juhlábhenger belseje is megtölthető vízzel vagy homokkal, a nyomás vagy a tömeg szabályozása végett. A vibrációs juhlábhenger felaprítja a talajt és összetömöríti. A dudorokat spirálisan helyezik el, hogy a hengerlés során ne mindig ugyanabba a mélyedésbe kerüljenek. A juhlábhenger célja az agyagtalaj egyenetlen felületű tömörítése, amihez a következő talajréteg csúszásmentesen tud majd kapcsolódni.

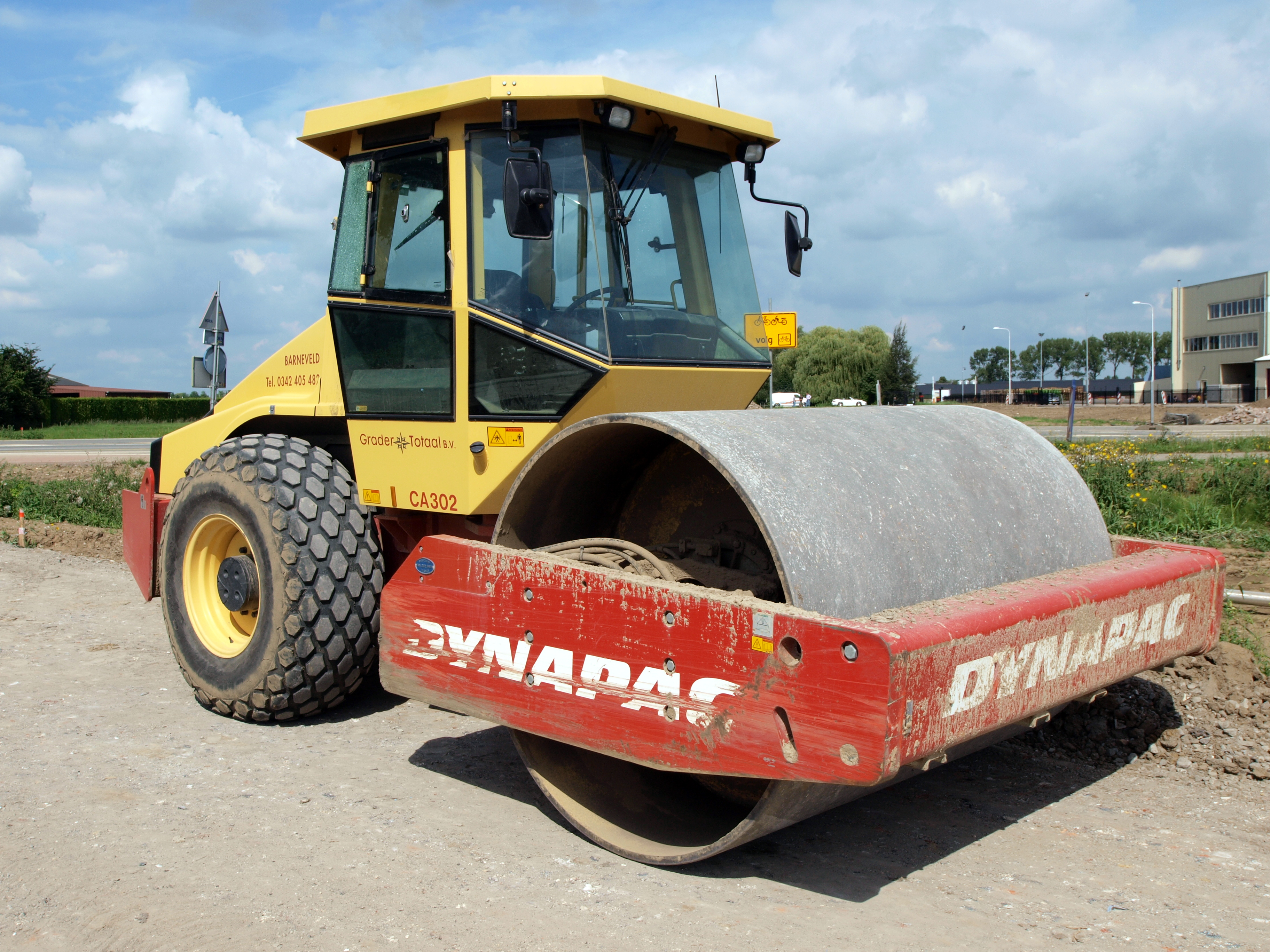
Talajtömörítő henger

A juhlábhenger eredetileg vontatott henger volt, ami idővel önjáró géppé módosult: a henger keretéhez a vonórúd helyére csuklót és ahhoz motorral, vezetőfülkével és egy pár gumikerékkel rendelkező gépészeti hátsótagot szerkesztettek, olyat, mint ami a homlokrakodóknak is van. Ezáltal egy azokhoz hasonló ízelt, önjáró munkagéppé vált, így egyszerűbb, könnyebb lett irányítani. Ugyanezért ugyanilyen gépi, gumikerekes hátsótagok vették át a helyüket a statikus és a vibrációs hengerek vontatott változatainak vontatóinak a helyét is, de ezek a gépek így is ugyanúgy csak nagyobb földmennyiség tömörítésére alkalmasak. Ezen ízelt hengerek esetenként kis földtolólappal is fel vannak szerelve.

## Gyártók

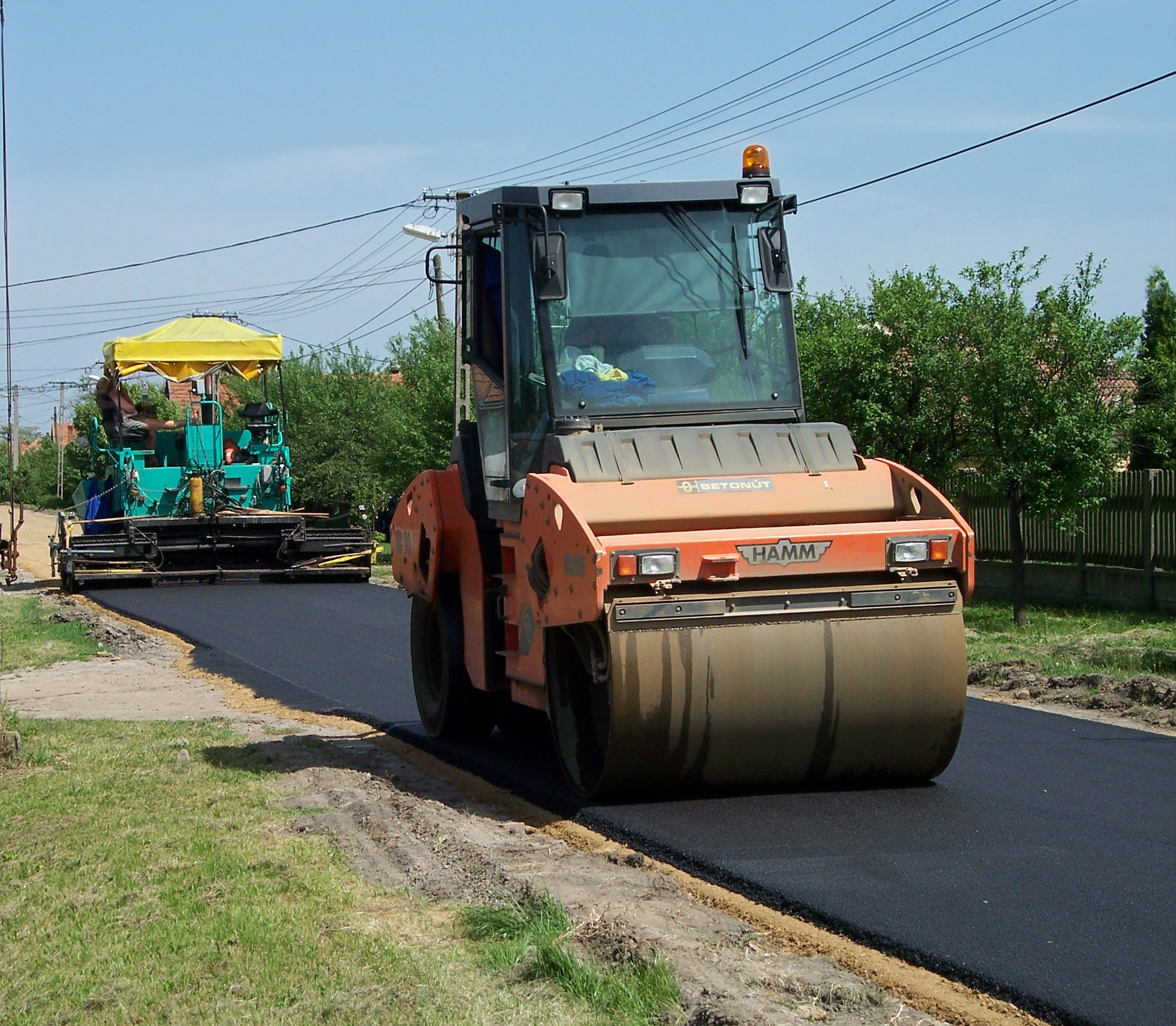
Aszfaltozás Békésen kombinált hengerrel

Néhány ismert, úthengereket gyártó cég neve. Az úthengereket gyártó cégek többségében úthengerekre vagy útépítő gépekre szakosodott cégek, de más fajta munkagépeket gyártó cégek is készítenek úthengert:
- Ammann
- Bomag
- Caterpillar
- Corinsa
- Dynapac
- FastVerdini
- Hamm
- Henschel
- Ingersoll Rand
- JCB
- Vibromax
- Wacker